# 札幌市立桑園小学校
札幌市立桑園小学校（さっぽろしりつ そうえんしょうがっこう）は、北海道札幌市中央区にある公立小学校。1928年開校。狭い敷地と2011年に改築された開放感のある新校舎が特徴である。戦後は近隣の小学校に先駆けて児童の読書時間を設定したほか、2000年代には外国語青年招致事業・NIE・環境学習にも力を注いでいる。

## 特色

### 校舎
JR桑園駅から南西約500メートル、住宅街の中に位置する。敷地は市道に囲まれた100メートル四方の正方形に近く、学校教育施設としては狭い部類に入る。
校舎の北側に低い屋内運動場が配置されているため敷地内外の日照への影響が低減されている。敷地南側の樹木は保存されて通学路として整備され、車両動線を西側からとして歩車分離が進められている。運動場の面積を確保するためプールは屋上に設置され、正面階段横には児童の憩いの場として小スペース「デン」が設置されている。また、校舎中央には校庭が設置されて東西の教室群に自然光が入射するように設計され、校庭に面した各階のテラスは階段状に接続されており、開放感を感じさせる構造になっている。

### 教育
NIEが実施されている。2021年には北海道新聞の記事「チカホ開通10年」を題材に、資料を用いた文章の作成の授業が5年生を対象に実施された。また、環境学習として児童は「桑園SDGsポスター」を製作しており、NIEもそのポスター製作のための理解を深める段階として活用された。
外国語青年招致事業にも力を入れている。1998年度には、札幌市立白楊小学校と共に、アイスホッケー・メープルシロップを用いたパンケーキ作り・ドリームキャッチャー作りなどに代表されるカナダ文化教育が行われた。この活動はカナダ文化教育を立案した教員から他の教員への刺激となり、その後はインドネシアや中国・韓国の学生が両校の国際理解教育へ参加した。

## 沿革
1928年、桑園に開校。桑園という地名は、開拓使が桑の苗を植えて桑畑を拓いたことによる。太平洋戦争終戦後に学校図書館運動が盛んになる頃には、札幌市立山鼻小学校をはじめとする他の小学校に先駆けて、児童が自由に図書室や学級文庫などの書籍を読むことのできる読書時間を設定した。この活動はやがて近隣の小学校にも波及していった。2010年6月から2011年3月にかけて校舎の改築が行われ、現在の校舎になった。工事は伊藤組土建が主導した。

## 出身者
- 中川李枝子 児童文学作家、縁故疎開で小学校3～4年時に在籍